# Ferry Meijnderts
Ferdinand Emanuel (Ferry) Meijnderts (Malang (Nederlands-Indië), 25 mei 1918 — Vancouver (Canada), 23 november 1988) was Engelandvaarder en Nederlandse beroepsmilitair.

## Biografie
Meijnderts werd in 1918 in Malang (Nederlands-Indië) geboren. Zijn militaire carrière begon hij in 1937 als dienstplichtige in Indonesië. Het jaar erna vertrok hij Nederland en besloot hij de opleiding aan de Koninklijke Militaire Academie te volgen. Op 7 april 1942 vluchtte hij met de KW 134 van IJmuiden naar Engeland waar hij werd ingedeeld bij de Prinses Irene Brigade en werd gedetacheerd bij het KNIL. Als eerste luitenant vervulde hij van '42 tot '47 diverse functies in Australië en Nederlands-Indië. Als kapitein verbleef hij nog enkele jaren in Nederlands-Indië waar hij onder meer de politionele acties meemaakte. In 1947 keerde hij terug in Nederland en werd geplaatst bij het hoofdkwartier van de generale staf, volgde de hogere krijgsschool en werd in 1955 majoor. In 1956 werd hij hoofd sectie inlichtingen van de staf van de vierde divisie, promoveerde in 1958 tot overste en werd in 1960 belast met het commando van het 44e infanteriebataljon.

## Generaalsruzie

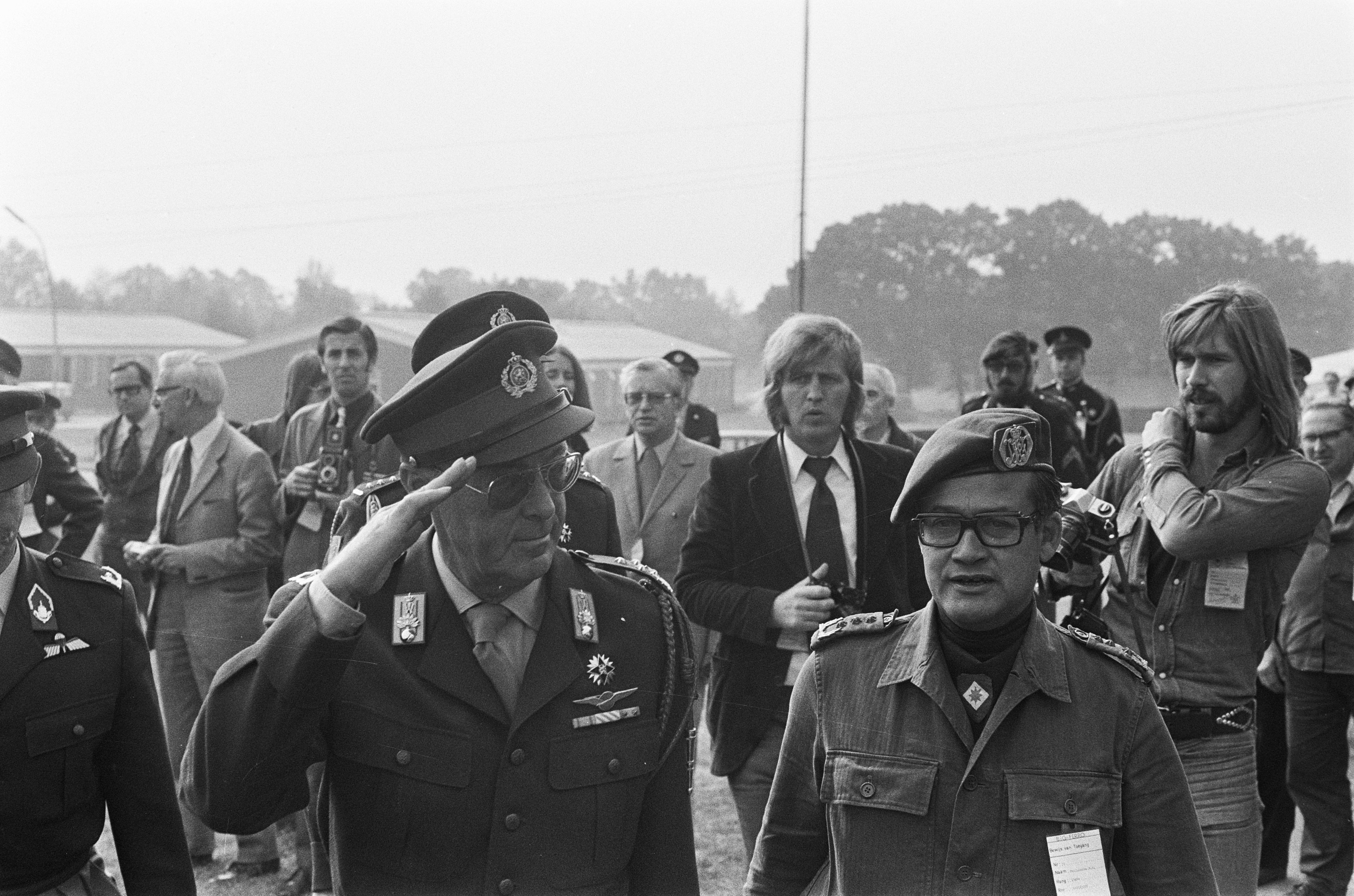
Meijnderts met prins Bernhard tijdens oefening Big Ferro (1973)

Meijnderts werd regelmatig bevorderd en behoorde al gauw tot de Nederlandse legertop. Op 1 mei 1971 volgde hij Bartels op als commandant Eerste Legerkorps te Apeldoorn.
In maart 1972 stuurde Meijnderts samen met W.A.F.A. Clumpkens een nota over het defensiebeleid direct naar premier Biesheuvel. Minister van Defensie De Koster was niet op de hoogte van deze nota en dit ontaardde in de generaalsruzie. In maart 1973 werd duidelijk dat Meijnderts geheime bevorderingsgegevens had gelekt. Dit kwam hem wederom op een stevige berisping van zijn minister te staan en een ontwrichte verstandhouding met zijn collega opperofficieren was het gevolg. Minister De Koster was voornemens Meijnderts te ontslaan, maar minister-president Biesheuvel wilde daar niet aan. In plaats daarvan werd een commissie onder leiding van procureur-generaal van de Hoge Raad Gerard Langemeijer in het leven geroepen, die advies uit moest brengen over het doen en laten van Meijnderts. Gedurende dit onderzoek wisselde het kabinet en trad Henk Vredeling aan als minister van Defensie. De commissie-Langemeijer bracht in juli 1973 haar rapport uit, waarin ze van mening was dat, hoewel Meijnderts' gedragingen bedenkelijk werden geacht,  met het aantreden van een nieuwe minister een verbeterende verstandhouding binnen de hoogste rangen van de landmacht niet onmogelijk was. Een tweetal andere generaals kon zich niet verenigen met dit advies: opperofficier personeel Nico Berghuijs en Bevelhebber der Landstrijdkrachten Gerrit IJsselstein dienden hun ontslag in. Toen duidelijk werd dat Meijnderts door Vredeling werd gepasseerd voor deze laatste vacature, diende Meijnderts zijn ontslag in. Op 1 januari 1974 verliet Meijnderts de Koninklijke Landmacht.
Ferry Meijnderts overleed op 70-jarige leeftijd in Vancouver. Hij werd op 28 november 1988 gecremeerd.

## Rangen
- 8 juli 1940: tweede Luitenant
- 8 juni 1942: eerste luitenant
- 15 mei 1948: kapitein
- 31 juli 1953: majoor Generale Staf
- 1 mei 1971: luitenant-generaal

## Schermen
Meijnderts was lid van de Koninklijke Officiers Schermbond. In 1958 werd hij in Vlaardingen Nederlands kampioen sabel. Hij was van 1974 tot en met 1978 voorzitter van de Nederlandse Schermbond.

## Onderscheidingen[3]

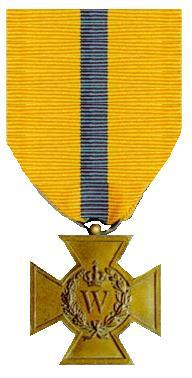
Bronzen Kruis per KB van 3 april 1942
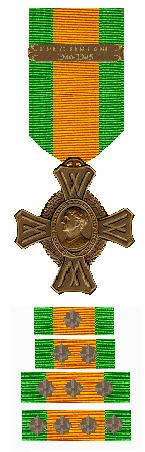
Oorlogsherinneringskruis
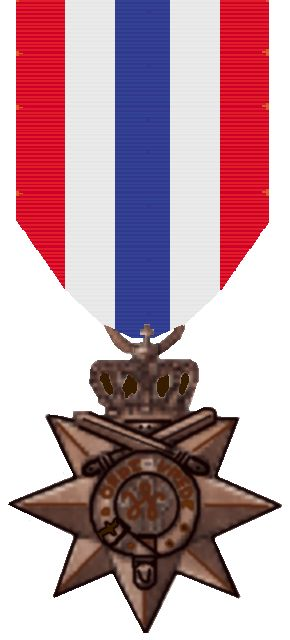
Ereteken voor Orde en Vrede